# 健全
| ウィキペディアには「健全」という見出しの百科事典記事はありません（タイトルに「健全」を含むページの一覧/「健全」で始まるページの一覧）。 代わりにウィクショナリーのページ「健全」が役に立つかもしれません。 |